# Luchthaven Brønnøysund
Luchthaven Brønnøysund (Noors: Brønnøysund lufthavn ) (IATA: BNN, ICAO: ENBN) is een vliegveld bij Brønnøysund de hoofdplaats van de gemeente Brønnøy in de provincie Nordland in Noorwegen. Het vliegveld wordt geëxploiteerd door het staatsbedrijf Avinor.
Het vliegveld wordt bediend door Widerøe. De maatschappij vliegt dagelijks  op Tromsø, Bodø en Oslo.